# Cold Day Memory
Cold Day Memory es el octavo álbum de estudio de la banda de metal alternativo Sevendust.

## Grabación y producción
En octubre de 2009, Sevendust entró a los estudios Groovemaster en Chicago, Illinois con el productor Johnny K. Corey Lowery (hermano de Clint Lowery), que ayudó a la banda en la grabación del disco. La banda rediseñó su página web para promocionar el nuevo álbum y mostró a los fanes el proceso de grabación del álbum mediante vídeos en su canal de YouTube.

## Nombre del álbum
En enero de 2010, el batería de la banda, Morgan Rose anunció en la emisora Washington´s Rock 94 1/2 que el octavo disco de estudio de la banda se llamaría Cold Day Memory.

## Lanzamiento
El 22 de diciembre de 2009 la banda anunció que el proceso de grabación había concluido. Los miembros de la banda se tomaron un descanso antes de empezar su gira de conciertos.
La canción Forever está disponible en su MySpace y en su cuenta de YouTube desde el 5 de febrero de 2009. Ese mismo día la canción Unraveling hizo su debut en la emisora Sirius XM's Octane.

## Lista de canciones
1. Splinter
2. Forever
3. Unraveling
4. Last breath
5. Karma
6. Ride insane
7. Confessions(Without faith)
8. Nowhere
9. Here and now
10. The end is coming
11. Better place
12. Strong arm broken

## Personal
- Lajon Witherspoon - voz
- John Connolly - guitarra, coros
- Clint Lowery - guitarra, coros
- Vinnie Hornsby - bajo
- Morgan Rose - batería, coros

- Datos: Q2416032